# Evelyn Brent
Evelyn Brent, all'anagrafe Mary Elizabeth Riggs (Tampa, 20 ottobre 1899 – Los Angeles, 4 giugno 1975), è stata un'attrice statunitense.
Soprannominata Betty, fu molto popolare all'epoca del cinema muto; continuò a lavorare fino agli anni sessanta anche in televisione.

## Biografia
Nata Mary Elizabeth Riggs a Tampa, in Florida, venne allevata dal solo padre poiché all'età di dieci anni rimase orfana di madre. Trasferitasi a New York ancora adolescente, la sua bellezza le procurò dei lavori da modella, cosa che le aprì ben presto le porte della neonata industria cinematografica. All'epoca in cui a New York studiava per diventare insegnante, visitò il World Film Studio a Fort Lee, in New Jersey. Due giorni più tardi, aveva trovato lavoro come figurante a tre dollari al giorno.
Nel 1923 vinse l'edizione di quell'anno del premio WAMPAS Baby Stars, un'iniziativa pubblicitaria promossa negli Stati Uniti dalla Western Association of Motion Picture Advertisers, che premiava ogni anno tredici ragazze giudicate pronte ad iniziare una brillante carriera nel cinema.

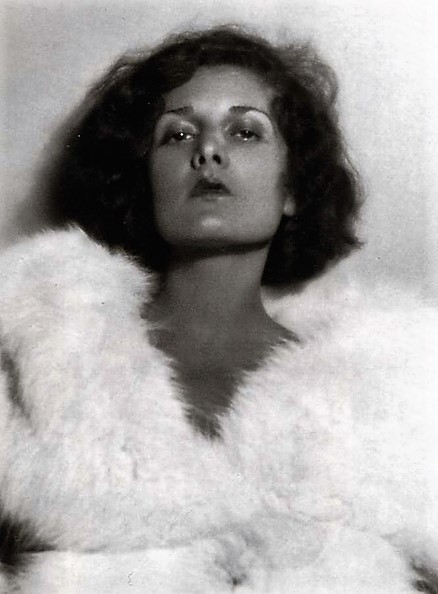
Evelyn Brent nel 1929

## Vita privata
Evelyn Brent si sposò tre volte. La prima con il produttore esecutivo della Paramount Bernard P. Fineman. La seconda, con il produttore Harry D. Edwards. La terza, con l'attore e ballerino Harry Fox, cui si deve il nome del ballo fox trot. Erano ancora sposati, quando Fox morì nel 1959. L'attrice morì a Los Angeles nel 1975.

## Riconoscimenti
- WAMPAS Baby Stars 1923
- È ricordata con una stella nella Hollywood Walk of Fame al numero 6548 dell'Hollywood Boulevard.

## Filmografia parziale
- A Gentleman from Mississippi, regia di George L. Sargent (1914)
- The Heart of a Painted Woman, regia di Alice Guy (1915)
- The Shooting of Dan McGrew, regia di Herbert Blaché (1915)
- When Love Laughs (1915)
- The Lure of Heart's Desire, regia di Francis J. Grandon (1916)
- The Iron Will, regia di J. Farrell MacDonald (1916)
- The Soul Market, regia di Francis J. Grandon (1916)
- Playing with Fire, regia di Francis J. Grandon (1916)
- The Spell of the Yukon, regia di Burton L. King (1916)
- The Weakness of Strength, regia di Harry Revier (1916)
- The Iron Woman, regia di Carl Harbaugh (1916)
- The Millionaire's Double, regia di Harry Davenport (1917)
- To the Death, regia di Burton L. King (1917)
- Who's Your Neighbor?, regia di S. Rankin Drew (1917)
- Raffles, the Amateur Cracksman, regia di George Irving (1917)
- Daybreak, regia di Albert Capellani (1918)
- Border River, regia di Edgar Jones (1919)
- Help! Help! Police!, regia di Edward Dillon (1919)
- Fool's Gold, regia di Laurence Trimble (1919)
- The Glorious Lady, regia di George Irving (1919)
- The Law Divine, regia di H.B. Parkinson e Challis Sanderson (1920)
- The Shuttle of Life, regia di D.J. Williams (1920)
- Laughter and Tears, regia di B. E. Doxat-Pratt (1921)
- Sybil, regia di Jack Denton (1921)
- The Door That Has No Key, regia di Frank Hall Crane (1921)
- The Spanish Jade, regia di John S. Robertson (1922)
- The Experiment, regia di Sinclair Hill (1922)
- Held to Answer, regia di Harold M. Shaw (1923)
- L'ombra dell'Oriente (The Shadow of the East), regia di George Archainbaud (1924)
- Arizona Express (The Arizona Express), regia di Tom Buckingham (1924)
- The Plunderer, regia di George Archainbaud (1924)
- Lady Robinhood, regia di Ralph Ince (1925)
- Flame of the Argentine, regia di Edward Dillon (1926)
- Le notti di Chicago (Underworld), regia di Josef von Sternberg (1927)
- La donna e la tigre (His Tiger Wife), regia di Hobart Henley (1928)
- Broadway, regia di Pál Fejös (1929)
- Un dramma nell'Alaska (The Silver Horde), regia di George Archainbaud (1930)
- The Crusader, regia di Frank R. Strayer (1932)
- L'accusa (Attorney for the Defense), regia di Irving Cummings (1932)
- La rivolta del Messico (The Mad Empress), regia di Miguel Contreras Torres (1939)
- La settima vittima (The Seventh Victim), regia di Mark Robson  (1943)